# Ignacy Prądzyński

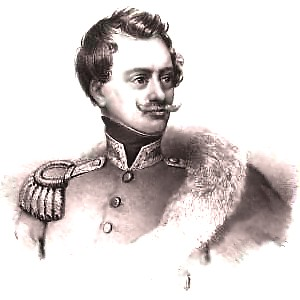
Ignacy Prądzyński

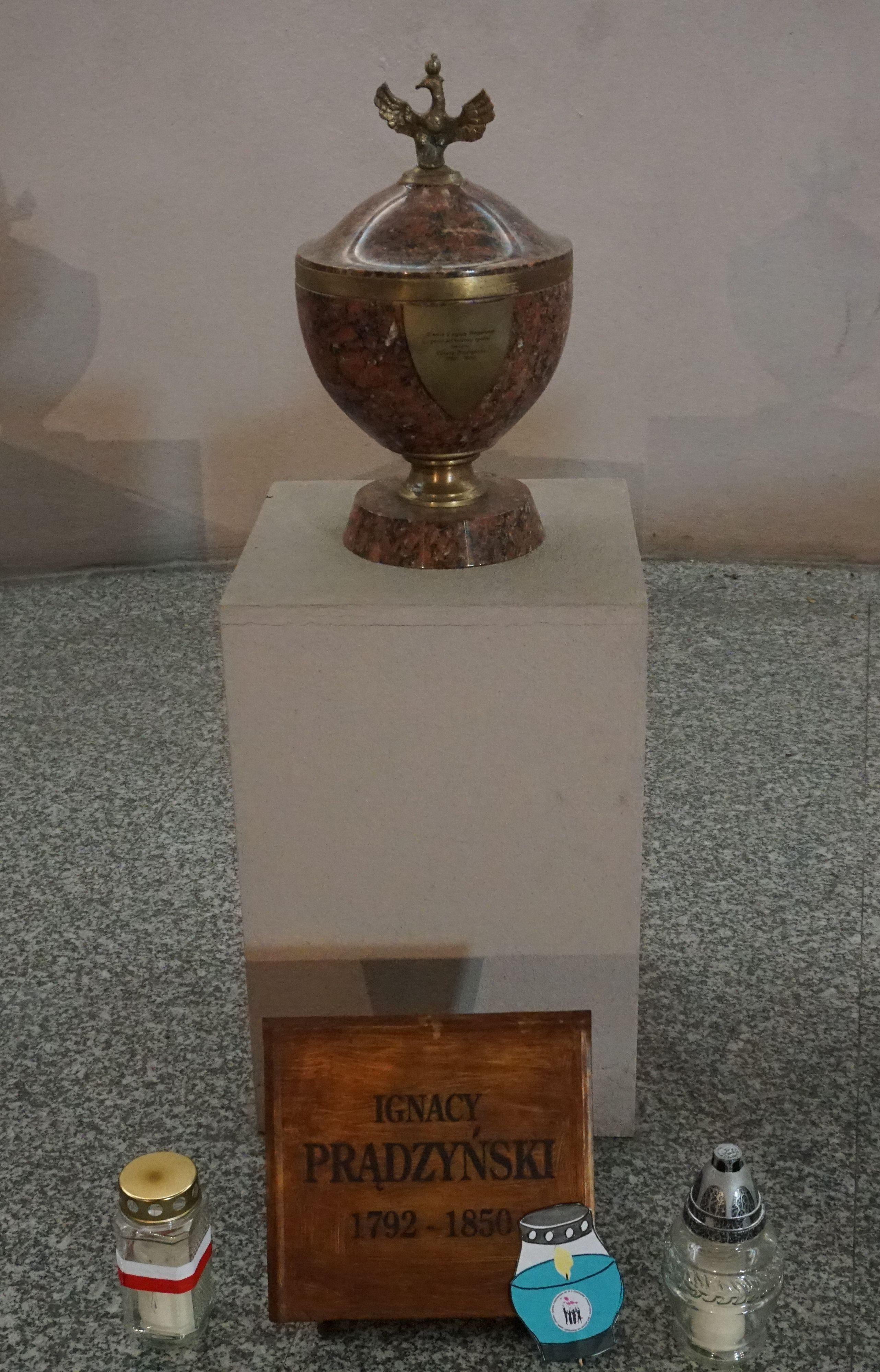
Urna z prochami Ignacego Prądzyńskiego w Krypcie Zasłużonych Wielkopolan

Ignacy Pantaleon Prądzyński herbu Grzymała (ur. 20 lipca 1792 w Sannikach, zm. 4 sierpnia 1850 na wyspie Helgoland) – generał dywizji Wojska Polskiego (Kongresowego), szef sztabu, następnie wódz naczelny powstania listopadowego, teoretyk wojskowości. Uznawany za jednego z najwybitniejszych polskich strategów pierwszej połowy XIX w.. 

## Życiorys
Syn Stanisława i Marianny z Bronikowskich. Z pochodzenia Wielkopolanin (urodzony w Sannikach, w Poznańskiem), kształcił się w Dreźnie, od 1807 w wojsku Księstwa Warszawskiego. Absolwent Szkoły Aplikacyjnej Artylerii i Inżynierów w Warszawie.
Uczestnik kampanii 1809 i 1812 (Wyprawa Napoleona na Moskwę). Za udział w bitwie nad Berezyną odznaczony Złotym Krzyżem Orderu Virtuti Militari. Uczestniczył w bitwie narodów pod Lipskiem w 1813 oraz obronie Paryża w roku 1814. Został kawalerem Legii Honorowej.
W następnym roku w stopniu majora przeszedł do służby w armii Królestwa Polskiego i dał się poznać jako inżynier wojskowy, autor m.in. projektu budowy Kanału Augustowskiego 1822–1824. W armii Królestwa Polskiego w kwatermistrzostwie generalnym, następnie wykładowca taktyki i fortyfikacji. Był odznaczony Orderem św. Anny II klasy z brylantami. W 1830 roku został nagrodzony Znakiem Honorowym za 20 lat służby.
Był współzałożycielem Towarzystwa Prawdziwych Polaków (oprócz niego w stworzeniu organizacji brali udział Klemens Kołaczkowski i Gustaw Małachowski), członkiem Związku Kosynierów i jednym ze współzałożycieli Towarzystwa Patriotycznego (1821). Więziony (1826–1829) za przynależność do organizacji tajnych. W latach 1830–1831, podczas powstania listopadowego podkomendant Twierdzy Zamość, następnie kwatermistrz generalny Sztabu Głównego, dowódca korpusu inżynierów i – od 16 sierpnia do 19 sierpnia 1831 – wódz naczelny. Strateg, rzecznik zdecydowanych działań zaczepnych.
Autor planów wojny z Rosją, częściowo wykorzystanych przez generała Jana Zygmunta Skrzyneckiego. Był też autorem planu koordynacji działań partyzanckich w Królestwie Polskim. Dowodził w wygranej bitwie pod Iganiami (10 kwietnia 1831). Po upadku powstania w latach 1832–1833 na zesłaniu w Wiatce. W 1834 powrócił do Królestwa Polskiego. Po powrocie do Królestwa Polskiego osiadł w Przepiórowie. W 1848 roku powstańcy węgierscy zaproponowali mu objęcia przywództwa w powstaniu, ale Prądzyński odmówił.
Schorowany, leczył się między innymi na wyspie Helgoland. Tam utonął w trakcie kąpieli morskiej i tam też został pochowany. Od 1997 urna z prochem z miejsca jego pochówku znajduje się w Krypcie Zasłużonych w podziemiach poznańskiego kościoła św. Wojciecha.
Był jednym z najbardziej utalentowanych generałów polskich I połowy XIX wieku, autorem około 60 prac z dziedziny wojskowości oraz cennych dla historyka obszernych pamiętników m.in. O sztuce wojennej – Kurs taktyki (1822-1823) oraz Czterej ostatni wodzowie polscy przed sądem historii (1865).
Był członkiem loży wolnomularskiej Bouclier du Nord w 1819 roku.

## Rodzina
W 1825 roku poślubił Emilię Rutkowską z Miedzechowa. Z pięciorga dzieci Ignacego i Emilii Prądzyńskich wieku dorosłego dożyły jedynie dwie córki: Helena (1826-1854), malarka,  żona Stanisława Herniczka z Potoczka, oraz Sylwia (1831-1862), pisarka. Pozostałe dzieci: Władysław, Stanisław i Emilia, zmarły w dzieciństwie.

## Patron
Generał Ignacy Prądzyński jest (był) patronem jednostek Wojska Polskiego:
- 6 Pułku Saperów w Przemyślu,
- 5 Mazurskiej Brygady Saperów w Szczecinie (1983-2000),
- 5 Pułku Inżynieryjnego w Szczecinie (od 2001 roku),
- 6 Batalionu Logistycznego w Krakowie (od 25 kwietnia do 31 grudnia 2001 roku oraz od 27 kwietnia 2011)[20]).
- 1 Augustowskiego Batalionu Saperów (od 24 lipca 2025)[21]

W Augustowie imię Prądzyńskiego nosi osiedle mieszkaniowe, Zespół Szkół Technicznych oraz ulica.
W Nowych Iganiach mieści się Szkoła Podstawowa im. gen. Ignacego Prądzyńskiego, a jego imię w nazwie szkoły pojawiło się w 1930 roku.
Gen. Ignacy Prądzyński jest także bohaterem (patronem) 21 WDH-y "Żbiki" oraz 21 WDW "Stare Żbiki".